# Gagra-Kamm
Der Gagra-Kamm (georgisch გაგრის ქედი; russisch Гагрский хребет) ist ein Gebirgszug südlich des Hauptkamms des Großen Kaukasus in Abchasien im äußersten Nordwesten von Georgien sowie zum Teil in der russischen Region Krasnodar.
Der mehrfach gegliederte Gebirgszug erstreckt sich in allgemeiner Süd-Nord-Richtung von der Schwarzmeerküste östlich von Gagra bis zur russischen Grenze und bis fast zur Hauptwasserscheide des Großen Kaukasus, von dieser nur durch den Oberlauf der Msymta (Region Krasnodar) getrennt, bzw. durch einen 2072 m hohen Gebirgssattel über ihrem Talschluss mit dem Hauptkamm verbunden. Über diesen Sattel, den Achuk-Dara-Pass (Ахук-Дара), führt ein im Sommer befahrbarer Weg vom Tal der Msymta kommend über die russische Grenze hinüber in die Täler von Awadchara (Аватхара) und Laschipse und zum Riza-See.
Im Westen und Nordwesten endet der Gebirgszug am Tal des Grenzflusses Psou und im Osten am Tal des Bsipi. Höchste Erhebung ist die 3257 m hohe Agepsta an der russischen Grenze. Das Gebirge besteht hauptsächlich aus Kalkstein. Die Flüsse Jupschara, Chaschupse und Sandripschi durchschneiden das Gebirge in tiefen Schluchten. Es gibt Karsterscheinungen. Der Gebirgszug ist mit sommergrünen Laubwäldern sowie von Nadelhölzern bedeckt. In größeren Höhen gedeiht subalpine und alpine Vegetation. Von der Küste hinauf durch die Flusstäler von Bsipi, Gega und Jupschara führt eine Landstraße zum Riza-See.
Im zentralen Arabika-Massiv befindet sich die Voronya-Höhle. Im Südosten jenseits des Bsipi schließt sich an den Gagra-Kamm das Bsipi-Gebirge an.

## Berge (Auswahl)
Im Folgenden sind eine Reihe von Gipfeln des Gagra-Kamms sortiert in West-Ost-Richtung aufgelistet:
- Arabika (2657 m) (⊙), Georgien
- Agepsta (3257 m) (⊙), Russland/Georgien